# Grainsby
Grainsby is een civil parish in het bestuurlijke gebied East Lindsey, in het Engelse graafschap Lincolnshire. In 2001 telde het dorp 59 inwoners. Grainsby komt in het Domesday Book (1086) voor als 'Grenesbi'. De dorpskerk is gewijd aan de heilige Nicolaas en stamt uit de middeleeuwen.